# Brasenose College

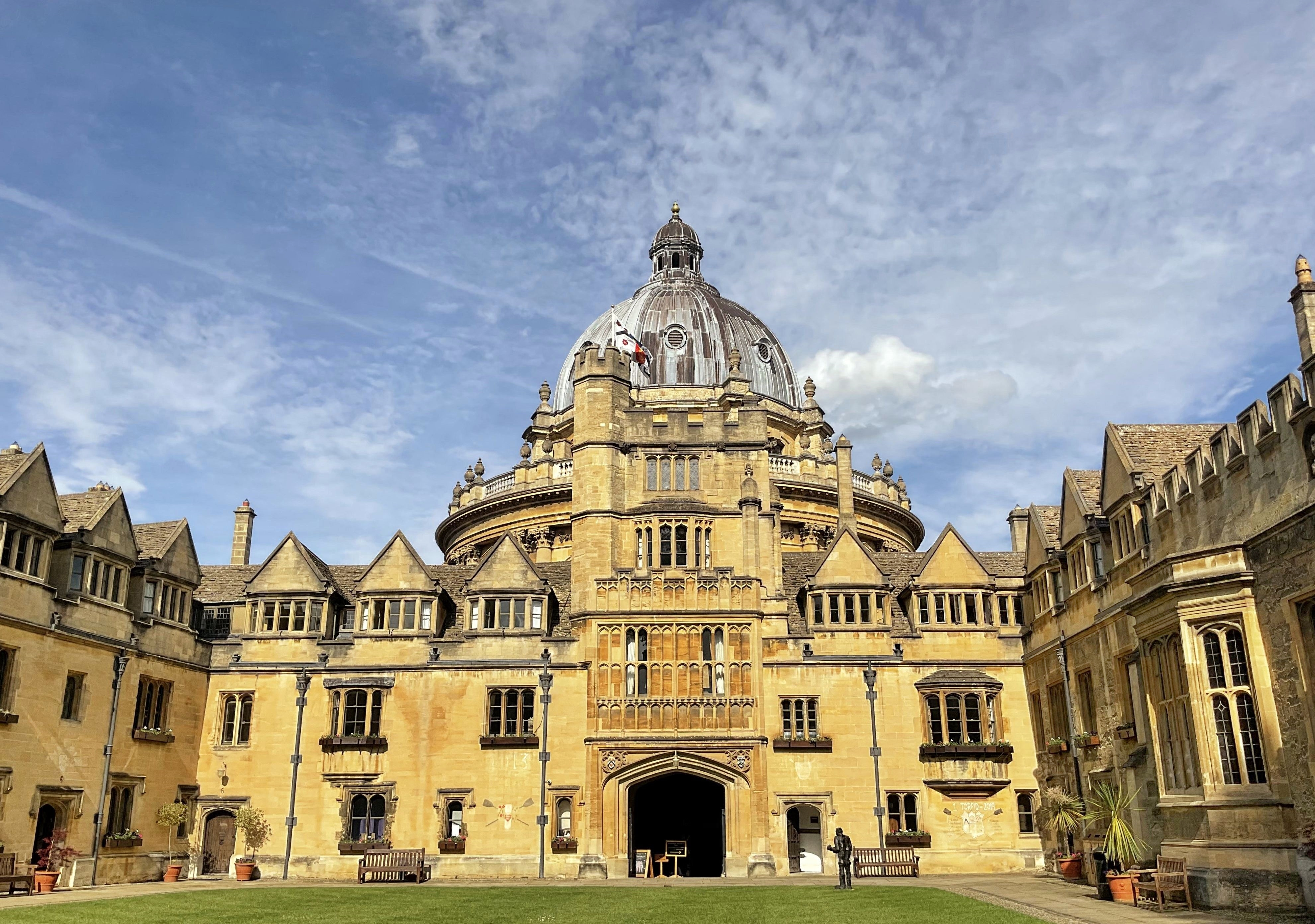
Brasenose College

Das Brasenose College ist eines der konstituierenden sowie eines der älteren Colleges der Universität Oxford.

## Geschichte
Brasenose College wurde 1509 am Ort der Brasenose Hall errichtet, deren Wurzeln wahrscheinlich im zwölften Jahrhundert liegen. Es wurde später um einen zweiten großen Innenhof erweitert, und die Kapelle des Colleges wurde vom älteren Innenhof in ein freistehendes Gebäude verlegt, aber mit den alten Deckenverzierungen versehen. Der ungewöhnliche Name des Colleges (die meisten Oxforder Colleges haben religiös inspirierte Namen) geht auf die „Brazen Nose“ (Messingnase), den großen bronzenen Türklopfer zurück, der am Tor der Brasenose Hall angebracht war. Diesem Türklopfer wurden besondere Kräfte zugesprochen, und aus diesem Grund wurde er 1333 gestohlen. Erst 1890 fand man ihn an einer Mädchenschule in Stamford in Lincolnshire wieder, und um sich den Türklopfer zu sichern, musste das ganze Gebäude gekauft werden. Das Original hängt heute in der College-Hall und eine Nachbildung aus Stein ist über der Pforte angebracht.

## Traditionen
Jedes Jahr an Christi Himmelfahrt öffnet das angrenzende Lincoln College eine sonst permanent verschlossene Verbindungstür, gewährt einem Pulk von Mitgliedern des Brasenose College Einlass und bewirtet sie bei Freibier. Damit tut Lincoln College Buße für eine sehr weit zurückliegende Begebenheit: Als einmal ein Mob aus Bürgern der Stadt Oxford Jagd auf zwei Studenten (einer von Lincoln, der andere von Brasenose) machte, gewährte das Lincoln College lediglich dem eigenen Studenten Zuflucht, woraufhin der Student des Brasenose College gelyncht wurde.

## Absolventen
- Rudolf Adam (* 1948), deutscher Diplomat
- Henry Addington, 1. Viscount Sidmouth (1757–1844), 1801–1804 britischer Premierminister
- Elias Ashmole (1617–1692), Gründer des Ashmolean Museum in Oxford
- John Buchan, 1. Baron Tweedsmuir (1875–1940), schottischer Schriftsteller, Journalist, Publizist und Politiker, Generalgouverneur von Kanada
- David Cameron, 2010–2016 britischer Premierminister, 2005–2016 Vorsitzender der Conservative Party
- Edward Caswall (1814–1878), Geistlicher und Schriftsteller
- Arthur Evans (1851–1941), Archäologe, Entdecker von Knossos
- John Foxe (1517–1587), englischer Schriftsteller
- William Golding (1911–1993), Nobelpreisträger für Literatur
- Sir Douglas Haig, 1. Earl Haig (1861–1928), Offizier, 1915–1918 Oberbefehlshaber an der Westfront
- J. Michael Kosterlitz (* 1943), Nobelpreisträger für Physik
- Michael Palin (* 1943), Schauspieler (Monty Python)
- John Profumo (1915–2006), britischer Politiker
- William Webb Ellis (1806–1872), angeblicher Erfinder des Rugby
- Michael Paulwitz (* 1965), Historiker und Journalist; Schriftleiter der Burschenschaftlichen Blätter